# بينكاس كوهين غان

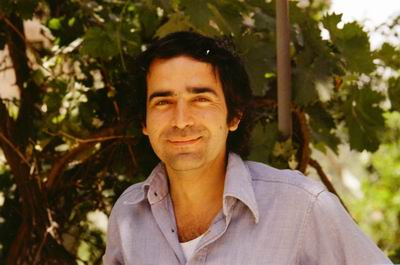
Pinchas_Cohen_Gan

بينكاس كوهين غان أو بينشاس كوهين كان (بالعبرية: פנחס כהן גן // بالفرنسية: Pinchas Cohen Gan) (من مواليد 3 نوفمبر 1942) هو رسام وسائل الإعلام المختلطة الفنان الإسرائيلي. حصل على جائزة Sandberg (1979)، وجائزة وزارة الثقافة والرياضة عن أعمال حياته (2005)، وجائزة إسرائيل في الفن (2008).

## سيرة شخصية
ولد بينكاس كوهين غان عام 1942 في مكناس، المغرب، لأسرة يهودية من الطبقة المتوسطة. كان والده، موشيه كوهين، رسامًا ترك فنه لإعالة عائلته كتاجر. وأمه، ريفكا غان، عملت كمدرسة فرنسية. درس في التلمود التوراة حيث درسوا الرياضيات أيضا. في عام 1949 قدم علية إلى إسرائيل مع والديه وأربعة أشقاء على متن السفينة «كيدما»، ونشأ في كريات بياليك، في حي من المهاجرين الألمان. في شبابه، عمل كوهين غان أيضاً في البناء من أجل المساعدة في إعالة أسرته. وفي وقت لاحق وصف مشاعره بالوحدة كرجل يهودي شرقي نشأ في المجتمع الإسرائيلي في الأيام الأولى للدولة. عندما كان صبيا كان مهتما بالفن بالفعل ودرس النحت مع أهارون اشكنازي.
في عام 1954 انضم إلى حركة الشباب "Hashomer Hatzair" [حارس الشباب] واستمر كمستشار في الحركة حتى ذهب إلى الجيش. لقد خدم خدمته العسكرية في وحدة ناحال [وحدة تجمع بين الخدمة العسكرية والعمل في مستوطنة زراعية]. في عام 1962 غادر كيبوتز ليهافوت هباشان وانتقل إلى القدس، حيث بدأ دراسته في أكاديمية بتسلئيل للفنون والتصميم، لكنه اضطر إلى ترك دراسته بعد حوالي أسبوع بسبب نقص التمويل. عاد إلى حيفا، حيث درس الرسم مع مارسيل يانكو والنحت مع مايكل غروس في كلية أورانيم الأكاديمية. في عام 1967 بدأ دراسته للمرة الثانية في Bezalel. في عام 1968، خلال دراسته هناك، أصيب في هجوم إرهابي في سوق Mahane Yehuda.

## نشاطه، من 1972-1975
خلال السبعينيات، أنشأ كوهان غان مجموعة متنوعة من الأنشطة، بعضها فني الأداء. في 22 فبراير 1972، افتتح معرض يضم 20 من نقوشه، بما في ذلك تلك التي تم إنشاؤها أثناء عمله في مستوطنة كيبوتس نيريم. استُخدمت الأعمال، التي تم تعليقها فوق أحواض المياه في الأبقار، باستخدام تقنيات الحفر الضوئي مع الأكواتنت. تضمنت الموضوعات صورًا للمباني أو كائنات بشرية، حيث أضاف كوهين غان بعض الألوان الملصقة على الورق. أدت الدعاية للمعرض، كتجربة في كسر العادات الراسخة في النظر إلى الفن، بالإضافة إلى الطبيعة القصصية للحدث، إلى أن أصبح كوهين جان مشهوراً وأعماله معروضة في معرض دوغيت في تل أبيب.
أخذت مشاريع أخرى على طليعية أكثر طليعية، في أنه لم يضع كائن الفن المحافظ في مركزهم. كجزء من «مشروع البحر الميت»، الذي تم إنشاؤه بين عامي 1972 و 1973، صنع كوهين جان أكمام بلاستيكية امتدت من نبع في عين فشخا، جنوب عينوت تسوكيم («كليف سبرينغز»)، إلى البحر الميت وطفت على أعلى من ذلك. داخل الأكياس البلاستيكية، رفع كوهين غان الأسماك، كرمز للعزلة الثقافية وفي محاولة لدمج المبادئ الأساسية في المناظر الطبيعية. كانت المشاريع الأخرى ذات طبيعة سياسية أكثر حدة. في «الأنشطة في مخيمات اللاجئين في أريحا» (10 فبراير 1974)، على سبيل المثال، نصب كوهين غان خيمة في مخيم للاجئين بالقرب من أريحا. في «لمس الحدود» (7 يناير 1974) وضع كوهين غان معلومات ديموغرافية حول إسرائيل على قضبان حديدية وضعها على أربعة من حدود البلاد، في أماكن أوقفته قوات الأمن. تم عرض هذه الأنشطة وغيرها في معرض في متحف إسرائيل في عام 1974.
في حين أن المضمون الواضح لهذه الأعمال يلمح إلى القضايا السياسية، فإن أسئلة مثل الاغتراب والهجرة واللاجئين والحالات العقلية، والتي تم التعبير عنها في قضية وضع المجموعات العرقية المختلفة في المجتمع الإسرائيلي، تشكل المحتوى المخفي. في عام 1974 التقى شريكه، المهندس المعماري أيا والد، في افتتاح معرض لأعمال روبرت راوشنبرغ في متحف إسرائيل. كان الاثنان معاً حتى عام 1980.

## الشكل، الصيغة، 1972-1975
خلال النصف الثاني من 1970s عاش كوهين غان في مدينة نيويورك ودرس في جامعة كولومبيا. من بين أمور أخرى، درس مع مؤرخ الفن ماير شابيرو. خلال هذه الفترة قام بالعديد من المعروضات في معرض Bertha Urdang وفي معارض Max Protech في نيويورك وواشنطن العاصمة. تم رسم بعض الأعمال على مفارش المائدة التي تم الحصول عليها من فندق كان قد دخل في الإفلاس.
الفن الذي بدأ كوهين غان في إنتاجه من هذه الفترة تخلى عن «نشاط» مفاهيمي لأشياء فنية أكثر تقليدية. في عام 1978، أقام معرضًا منفردًا للأعمال الجديدة في متحف تل أبيب للفنون تحت اسم «الأعمال بعد المفهوم»

## معرض صور

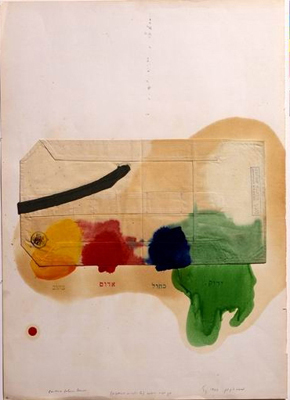
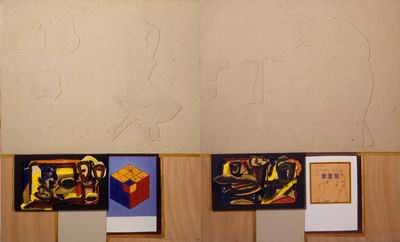
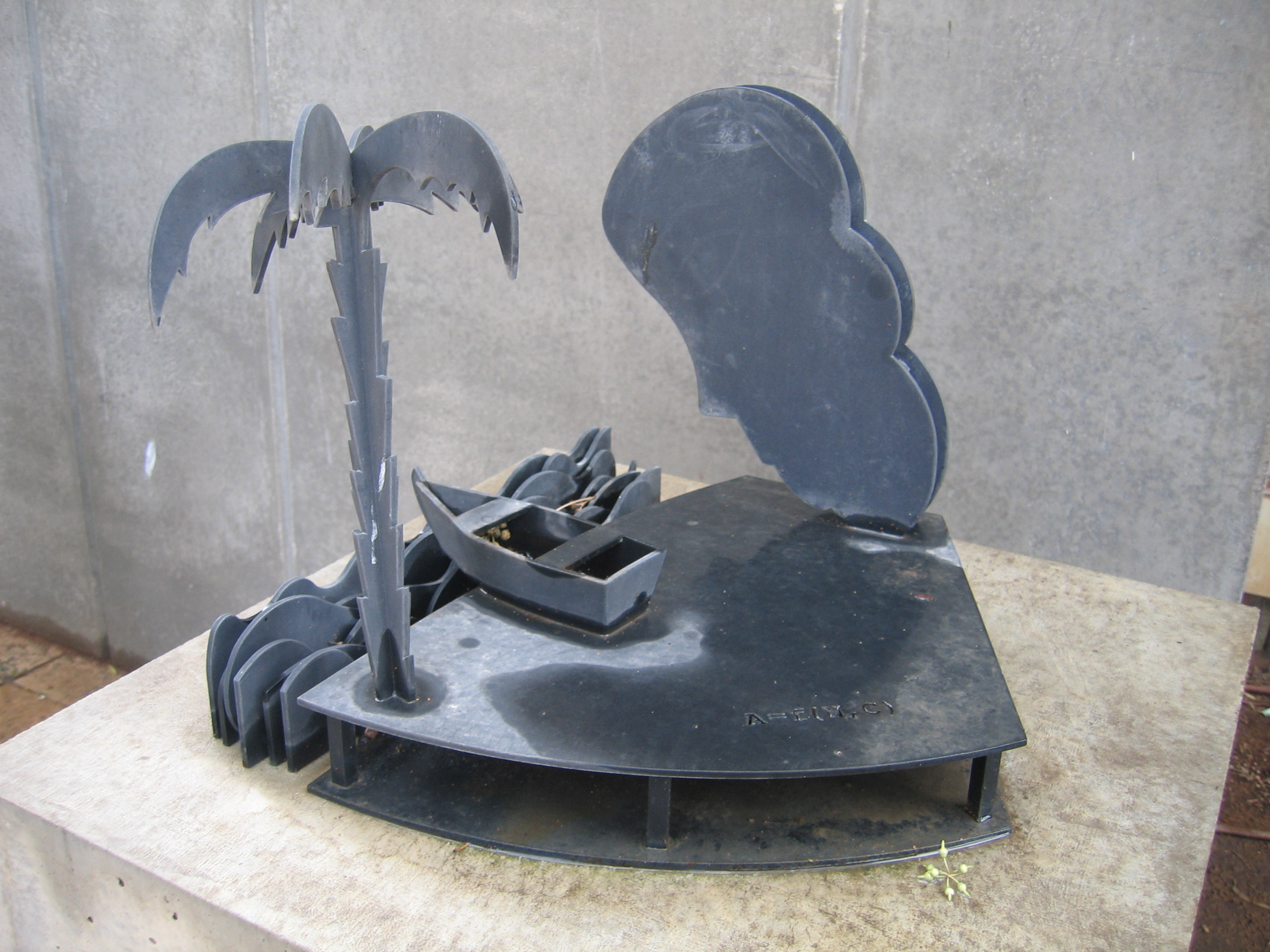
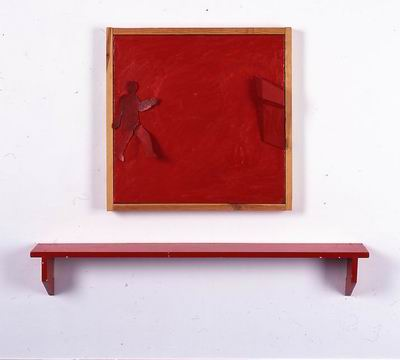